# Męska muzyka
Męska muzyka – album muzyczny autorstwa Wojciecha Waglewskiego, Fisza i Emade wydany 1 lutego 2008.
Na płycie znajduje się 15 utworów, kompozytorem większości jest Wojciech Waglewski, teksty napisali Wojciech Waglewski i Fisz, producentem albumu jest Emade. Oprócz ojca i synów Waglewskich na płycie grają Bartosz Łęczycki (harmonijka) oraz Marcin Masecki (fortepian i pianino elektryczne). Album promował singel "Męska muzyka".

Nasza wspólna płyta to naturalny owoc wieloletnich poszukiwań trójki dojrzałych artystów. Ja miałem ochotę wydać płytę z piosenkami w innym składzie niż Voo Voo. Chłopcy, którzy operują na co dzień samplerami i dźwiękami syntetycznymi, zapragnęli stworzyć coś opartego na brzmieniach akustycznych. Wszyscy trzej byliśmy stęsknieni za melodiami, których brakuje w tym, co robimy na co dzień. Nie ukrywam też, że przy okazji płyty Marysi Peszek zachwyciłem się tym, co Emade potrafi studyjnie wydobyć z żywego grania. Pojawił się więc pomysł, żeby oddać w jego ręce moje gitarowe piosenki. Efekt bywa bardzo eklektyczny (pojawia się nawet, z przymrużeniem oka, country) i zaskakujący, nawet dla mnie – czasem cicha, akustyczna balladka zamienia się w gęsty, wykręcony numer.

Materiał powstał w ten sposób, że ojciec nagrał u mnie w studiu własne piosenki i poprosił, żebym je wyprodukował. Miała to być jego płyta solowa, ale zaprosiliśmy do współpracy – jako tekściarza oraz wokalistę – Bartka i powstał projekt podpisany przez całą trójkę. A partnerskiej współpracy ze starym Waglewskim unikaliśmy dotąd nie z powodu kompleksów, lecz aby uniknąć oskarżeń o odcinanie kuponów od jego sukcesu. Dziś cała nasza trójka ma na koncie solidny dorobek artystyczny i mocną pozycję rynkową, więc spokojnie mogliśmy pozwolić na taki krok.

Album uzyskał status platynowej płyty.

## Lista utworów

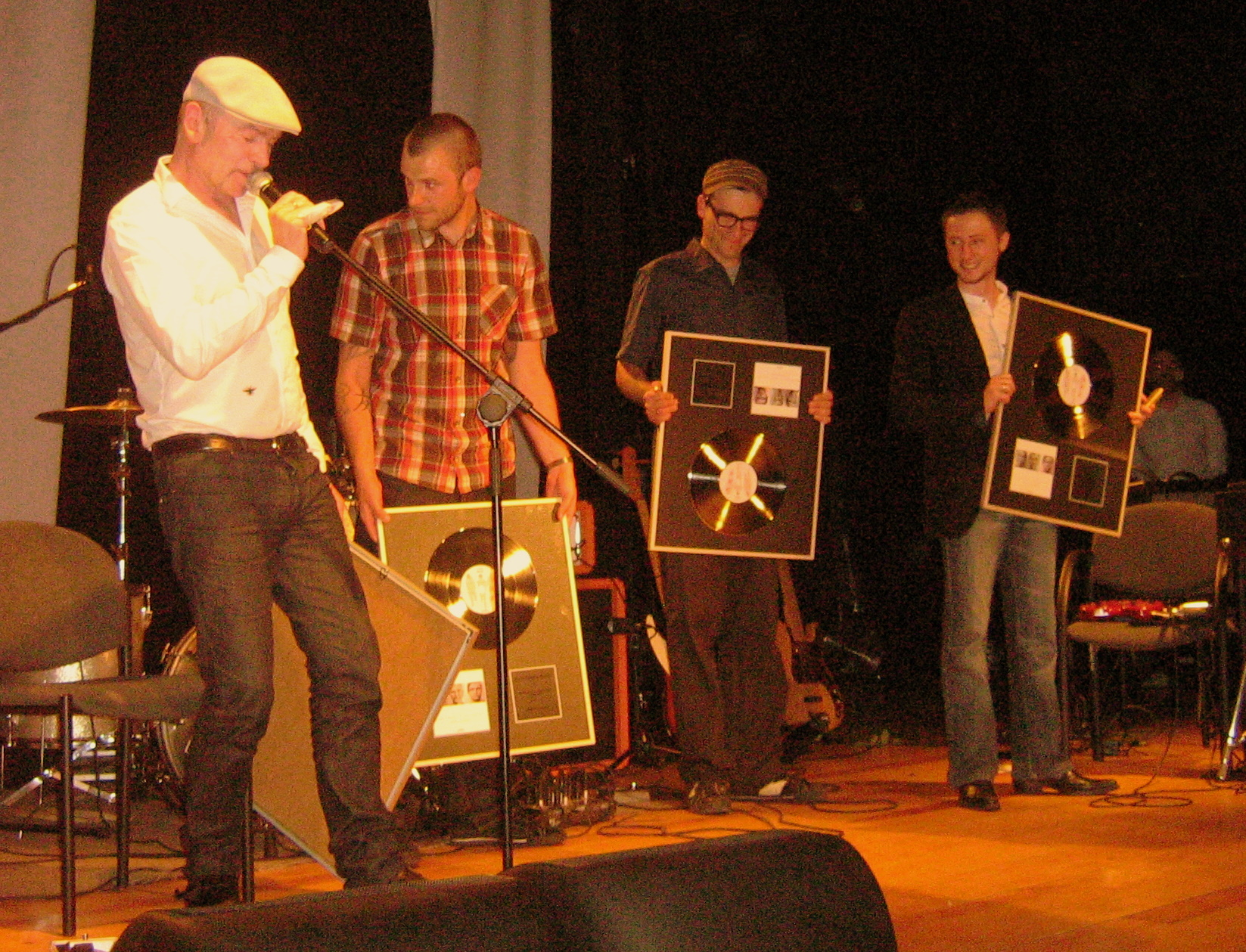
Grupa uhonorowana złotą płytą na Festiwalu Gwiazd w Międzyzdrojach w 2009 roku

1. „Dziób pingwina”
2. „Władca kół”
3. „Niezmiennie”
4. „Majty”
5. „Coś się odjęło”
6. „Zimno”
7. „Dwa po dwa”
8. „Niebo bez dziur”
9. „Sport”
10. „Męska muzyka”
11. „Badminton”
12. „Chwilę będzie ciszej”
13. „Trafiony”
14. „Wakacje”
15. „Chromolę”